# جان جوسلين
جان جوسلين (بالفرنسية: Jean Josselin)‏ مواليد 1940، هو ملاكم فرنسي محترف سابق صنّف ضمن فئة وزن الوسط. سبق أن شارك في دورة الألعاب الأولمبية الصيفية سنة 1960.

## إحصائيات
خاض خلال مسيرته 89 نزالا، فاز في 66 وتعادل في 7 وخسر في 16. فاز بالضربة القاضية في 41 نزالا.

## روابط خارجية
- جان جوسلين على موقع بوكس ريك (الإنجليزية) (registration required)
- جان جوسلين على موقع اللجنة الأولمبية الدولية (الإنجليزية)
- جان جوسلين على موقع أوليمبيديا (الإنجليزية)